# Вольтер, Герхард Андреевич
Герхард Андреевич Вольтер (5 октября 1923, с. Крупошин Емильчинского района Житомирской области, Украинская ССР, СССР — 19 сентября 1998, Киев, Украина) — российский немец, автор книги «Зона полного покоя» о судьбе немцев на территории СССР.

## Биография
1923 — родился в селе Крупошин Житомирской области Украинской ССР в семье кузнеца.
июнь 1941 — окончил среднюю школу в городе Красноармейске Сталинской (Донецкой) области в самый канун войны.
сентябрь 1941 — насильственно переселен с Украины в Акмолинскую область Казахстана.
январь 1942 — август 1946 — трудмобилизованный в лагерях ГУЛАГ НКВД СССР.
1947 — освобождён после отмены «трудармии»; последовали женитьба и рождение дочери Светланы; работал учителем начальной школы.
Заочно учился на исторических факультетах Челябинского учительского и Чимкентского педагогического институтов.
1959 — первая газетная публикация.
С 1972 г. преподавал философию в Джамбульском гидромелиоративном институте. До выхода на пенсию в 1989 г., Г. А. Вольтер был доцентом кафедры философии Института искусств во Фрунзе.
С 1989 года на пенсии; переехал в г. Даугавпилс (Латвия). В декабре 1995 уехал на постоянное место жительства в Германию.
Автор нескольких книг, ряда журнальных и газетных статей, очерков.
Активный участник движения российских немцев за национальное возрождение, участник подготовки общенациональных съездов; работал во Всесоюзном обществе «Возрождение», а позже — в Межгосударственном Совете российских немцев. В течение нескольких лет возглавлял фонд «Бильдунг». В 1998 — сотрудник газеты «Дойчер Канал» (Киев).
Скончался 19 сентября 1998 года. Похоронен в г. Фульда (Германия).

## Великая Отечественная война
- В июне-июле 1941 неоднократно обращался в органы власти с просьбой призвать в Красную Армию добровольцем. В призыве было отказано по национальному признаку.
- Перенес тяжелые испытания в лагерях трудмобилизованных ГУЛАГ НКВД в годы Великой Отечественной войны и в послевоенные годы.
- В качестве трудового заключенного (трудмобилизованного) участвовал в строительстве сети металлургических комбинатов Бакалстрой НКВД СССР в г. Бакал Челябинской области.

## Книга

Герхард Вольтер является автором документально-публицистической книги «Зона полного покоя». Доступна свободная электронная версия книги Герхарда Вольтера в Музее и общественном центре им. А.Сахарова.
Это книга о суровых испытаниях, выпавших на долю российских немцев и граждан СССР других национальностей в сталинских лагерях ГУЛАГ НКВД СССР, бывших репрессированными или трудмобилизованными. Основой книги послужили многочисленные свидетельства очевидцев, собственные воспоминания автора, документы тех времен, фотографии. Материалы и свидетельства, изложенные в книге, подтверждают тотальное изъятие продуктов питания у крестьянского населения Украины в период 1932—1933 годов, что явилось одной из причин, спровоцироваших массовый голод среди сельского населения на фоне неурожая 1933 года. Герхард Вольтер утверждает, что на территории северо-западной Украины советской властью с особой изощренностью изымались последние продукты питания у крестьянского населения — по мнению автора, так Сталин мстил зажиточному крестьянству за неудачную коллективизацию на Западной Украине. В книге приводятся документальные доказательства и свидетельства бесчеловечного отношения к людям со стороны известных советских деятелей тех времен. Подробно, документально и доказательно раскрыта малоизвестная и жестокая сторона деятельности видного советского деятеля Комаровского А. Н. в качестве начальника управления лагерей ГУЛаг НКВД Бакалстроя.
Книга имела несколько изданий. Каждое издание дополнялось информацией, уточнениями, новыми документами. Первое издание, сильно урезанное цензорами, вышло в свет в 1993 г. Второе издание, дополненное и исправленное, вышло в 1998 г.
Книга издана при содействии Министерства Российской Федерации по делам национальностей и федеративным отношениям.